# Leonor Silveira
Leonor Silveira, nome d'arte di Leonor Silveira Moreno de Lemos Gomes (Lisbona, 28 ottobre 1970), è un'attrice cinematografica portoghese.

## Biografia
Nata in una famiglia della borghesia colta portoghese, ha compiuto gli studi secondari al liceo francese "Charles Lepierre" di Lisbona. Si è poi laureata in "Relazioni Internazionali" all'Università Lusíada di Lisbona nel 1995.
Come attrice cinematografica ha esordito appena diciottenne nel 1988 nel film-opera I cannibali (Os Canibais) con la regia di Manoel de Oliveira, accanto a Luís Miguel Cintra, nella parte della protagonista Margarida. Da allora ha recitato in tutti i successivi film di Manoel de Oliveira. Ha partecipato inoltre a film diretti da João Botelho, Joaquim Pinto e Vicente Jorge Silva.
Leonor Silveira ha inoltre fatto parte della giuria di numerosi festival internazionali come il Festival Internacional de Cortometrajes de Vila do Conde (1997), il Festival Internacional de Cine de São Paulo (2000), il Festival international du film de Marrakech (2005), il Festival del cinema americano di Deauville (2008), il Festival Internacional de Cinema de Luanda (2008), il Festival di Cannes 2009 o il Festival internazionale del cinema di San Sebastián (2010).
Leonor Silveira è stata consigliere del ministro portoghese della Cultura Maria Carrilho (1997-2000). È vicepresidente dal 2007 dell'ICAM (Instituto do Cinema e Audiovisual).

## Musa di Manoel de Oliveira
Alla morte del grande regista portoghese così ha reagito Leonor Silveira: «(...) Ero un'attrice improbabile. Lui è il mio maestro e io sono la sua musa». E quale musa di Oliveira l'attrice è identificata nella storia del cinema, presentata nella stampa specializzata e nei mezzi di comunicazione di massa. La presenza discreta ma significativa della bibliotecaria ne I misteri del convento, la cui trama principale poggia sulla coppia in crisi John Malkovich - Catherine Deneuve e della professoressa universitaria con la bambina coccolate da comparse - star del cinema europeo quali Irene Papas, Stefania Sandrelli, la stessa Deneuve e ancora Malkovich il capitano, in una «crociera metaforica e arca di Noè da fine corsa per l'Occidente», seguono, nella linea del tempo, l'interpretazione di Madame Bovary nella Valle del peccato dove il risultato definito miracoloso del film è individuato in gran parte nell'espressione di femminilità assoluta palesata da Leonor Silveira.

## Popolarità
Nel settembre del 1993 Cahiers du cinéma definisce Leonor Silveira la nuova stella del cinema portoghese e pubblica un suo testo scritto in prima persona, ricavato da un'intervista raccolta dalla stessa rivista che segue un lungo articolo sul film Vale Abraão. La giovane Leonor Silveira esordisce dicendo di non considerare se stessa un'attrice professionista e che dopo essere stata scelta da Manoel de Oliveira come protagonista per I cannibali, nel 1989 si mise a studiare relazioni internazionali all'università che, al momento della pubblicazione dell'articolo, mentre la sua Ema stava impressionando Cannes, stava ancora frequentando. L'attrice ha occasione di citare gli attori da lei ammirati all'epoca, Gérard Depardieu soprattutto, ma anche Isabelle Adjani e Catherine Deneuve.

## Filmografia
- I cannibali (Os canibais), regia di Manoel de Oliveira (1988)
- No, la folle gloria del comando (Non, ou a vã glória de mandar), regia di Manoel de Oliveira (1990)
- La divina commedia (A Divina Comédia), regia di Manoel de Oliveira (1991)
- No Dia dos Meus Anos, regia di João Botelho (1992)
- Das Tripas Coração, regia di Joaquim Pinto (1992)
- Retrato de Família, regia di Luís Galvão Teles (1992)
- La valle del peccato (Vale Abraão), regia di Manoel de Oliveira  (1993)
- Três Palmeiras, regia di João Botelho (1994)
- I misteri del convento (O Convento), regia di Manoel de Oliveira (1995)
- Party, regia di Manoel de Oliveira (1996)
- Viaggio all'inizio del mondo (Viagem ao Princípio do Mundo), regia di Manoel de Oliveira (1997)
- Porto Santo, regia di Vicente Jorge Silva (1997)
- Inquietudine (Inquietude) , regia di Manoel de Oliveira  (1998)
- La lettera (La lettre), regia di Manoel de Oliveira  (1999)
- Parole e utopia, (Palavra e utopia), regia di Manoel de Oliveira  (2000)
- Ritorno a casa (Je rentre à la maison), regia di Manoel de Oliveira (2001)
- Porto della mia infanzia (Porto da minha infância), regia di Manoel de Oliveira (2001)
- Il principio dell'incertezza (O princípio da incerteza), regia di Manoel de Oliveira (2002)
- Un film parlato (Um filme falado), regia di Manoel de Oliveira (2003)
- Lo specchio magico (Espejo mágico), regia di Manoel de Oliveira  (2005)
- Cristoforo Colombo - L'enigma (Cristóvão Colombo - O Enigma), regia di Manoel de Oliveira (2007)
- Singolarità di una ragazza bionda (Singularidades de uma Rapariga Loura), regia di Manoel de Oliveira  (2009)
- Lo strano caso di Angelica (O estranho caso de Angélica), regia di Manoel de Oliveira (2010)
- Gebo e l'ombra (Gebo et l'ombre), regia di Manoel de Oliveira (2012)
- John From, regia di João Nicolau (2015)
- O Cinema, Manoel de Oliveira e Eu, regia di João Botelho (2016)
- Raiva, regia di Sérgio Tréfaut (2018)
- Sara, regia di Marco Martins (2018), serie TV

## Onorificenze
- 1997 Commendatore dell'Ordine al merito (Portogallo) dal Presidente della Repubblica Jorge Sampaio[9]
- Cavaliere dell' Ordine delle arti e delle lettere della Repubblica Francese[10]